# Scotopelia ussheri
Scotopelia ussheri é uma espécie de ave estrigiforme, pertencente à família Strigidae.